# Горишниця
Горишниця (словен. Gorišnica) — поселення в общині Горишниця, Подравський регіон‎, Словенія.